# Flavio Cotti
Pour les articles homonymes, voir Cotti.
 (mai 2022).
Si vous disposez d'ouvrages ou d'articles de référence ou si vous connaissez des sites web de qualité traitant du thème abordé ici, merci de compléter l'article en donnant les références utiles à sa vérifiabilité et en les liant à la section « Notes et références ».
Flavio Cotti, né le 18 octobre 1939 à Muralto (originaire de Prato-Sornico) et mort le 16 décembre 2020,, est une personnalité politique suisse, membre du Parti démocrate-chrétien (PDC). Il est  conseiller fédéral de 1987 à 1998 et président de la Confédération en 1991 et 1998. 

## Études et carrière
Originaire de Prato-Sornico, Flavio Cotti naît le 18 octobre 1939 à Muralto. 
En 1962, il obtient une licence en droit à l'Université de Fribourg, puis exerce la profession d’avocat et de notaire.

## Parcours politique
Il est conseiller communal de 1964 à 1975, député au Grand Conseil du canton du Tessin de 1967 à 1975. Il siège au Conseil d'État de 1975 à 1983 où il se voit confier l’Économie publique, la Justice, les Affaires militaires et pour une période plus brève l’Intérieur. 
Conseiller national de 1983 à 1986, il siège à la commission des transports et du trafic ainsi qu’à celle de la sécurité sociale. Il est également président du Parti démocrate-chrétien (PDC) suisse de 1984 à 1987.
Il est élu conseiller fédéral le 10 décembre 1986 (96e conseiller fédéral de l'histoire). Il est président de la Confédération en 1991 (700e anniversaire de la fondation de la Confédération suisse) et en 1998 (150e anniversaire de l’État fédéral). Il quitte le Conseil fédéral le 30 avril 1999.

### Département de l’Intérieur
Chef du Département de l’intérieur de 1987 à 1993, il est à la tête d’un vaste département qui traite de la santé, de la sécurité sociale, de l’environnement, de la science et de la recherche. La consolidation des assurances sociales (assurance-vieillesse, assurance-invalidité, assurance-maladie), la lutte contre le sida – l’action STOP-SIDA - et la drogue, la protection de l’environnement, l’aide aux universités, l’encouragement à la recherche et une nouvelle loi sur les écoles polytechniques accaparent l’essentiel de ses activités.
C’est au sommet de la Terre à Rio de Janeiro en 1992 que Flavio Cotti prend goût à la politique mondiale. Il saisit la dimension internationale des problèmes de l’environnement. Par la suite, il réunit les ministres de l’Environnement des pays voisins de la Suisse pour dégager des solutions d’ensemble.
En quittant le département qu’il a réorganisé, les projets les plus importants ont mûri et peuvent se concrétiser.[réf. nécessaire]

### Département fédéral des affaires étrangères
Lorsque René Felber démissionne en 1993, Flavio Cotti est appelé à la tête du Département fédéral des affaires étrangères peu de temps après le rejet de l'adhésion à l’Espace économique européen. La Suisse est contrainte de choisir une voie bilatérale dans ses rapports avec l'Union européenne. Les négociations bilatérales avec l’UE aboutissent en décembre 1998.
En 1996, Flavio Cotti est président de l’Organisation pour la sécurité et la coopération en Europe (OSCE). 
Le dossier de l’adhésion à l’Organisation des Nations unies (ONU) progresse avec la présentation d’un rapport, qui est le prélude à une nouvelle consultation populaire qui a lieu en 2002, après sa démission du Conseil fédéral. 
L’affaire des fonds en déshérence accapare l’attention du conseiller fédéral, qui est confronté à une grave crise. 

## Autre
Il est membre d'honneur de l'Institut Aspen France.